# Coupe européenne des nations FIRA de rugby à XV 1968-1969
Navigation
Coupe européenne des nations FIRA 1967-1968 Coupe européenne des nations FIRA 1969-1970
La Coupe européenne des nations FIRA 1968-1969 est une compétition qui réunit les nations de la FIRA–AER qui ne participent pas au Tournoi des Cinq Nations, mais en présence des équipes de France B et du Maroc.
À l'issue de la compétition, l'Italie est promue en division A et la Pologne reléguée en division B.

## Équipes participantes
Division A
- Allemagne
- France A
- Pologne
- Roumanie
- Tchécoslovaquie

| Division B1 - Espagne - Maroc - Portugal | Division B2 - Bulgarie - Italie - Yougoslavie | Division B3 - Belgique - Pays-Bas |

## Division A

### Classement
| Rang | Pays            | J | V | N | D | Pm  | Pe  | Diff | Pts |
| ---- | --------------- | - | - | - | - | --- | --- | ---- | --- |
| 1    | Roumanie        | 4 | 4 | 0 | 0 | 79  | 37  | +42  | 12  |
| 2    | France A        | 4 | 3 | 0 | 1 | 135 | 35  | +100 | 10  |
| 3    | Tchécoslovaquie | 4 | 2 | 0 | 2 | 66  | 71  | -5   | 8   |
| 4    | Allemagne       | 4 | 0 | 1 | 3 | 20  | 44  | -24  | 5   |
| 5    | Pologne         | 4 | 0 | 1 | 3 | 19  | 132 | -113 | 5   |

### Matchs joués
| 27 octobre 1968 | Tchécoslovaquie | 9 – 18 (3 - 9) | Roumanie | Prague 2,000 spectateurs Arbitre : J. Calmet |
| 27 octobre 1968 |                 |                |          | Prague 2,000 spectateurs Arbitre : J. Calmet |
| 27 octobre 1968 |                 |                |          | Prague 2,000 spectateurs Arbitre : J. Calmet |

| 1er décembre 1968 | Roumanie | 15 – 14 (12 - 8) | France B | Bucarest 9,000 spectateurs Arbitre : M. Joseph |
| 1er décembre 1968 |          |                  |          | Bucarest 9,000 spectateurs Arbitre : M. Joseph |
| 1er décembre 1968 |          |                  |          | Bucarest 9,000 spectateurs Arbitre : M. Joseph |

| 5 avril 1969 | Allemagne | 6 – 20 | France B | Cologne |
| 5 avril 1969 |           |        |          | Cologne |
| 5 avril 1969 |           |        |          | Cologne |

| 27 avril 1969 | France B | 34 – 14 | Tchécoslovaquie | Besançon |
| 27 avril 1969 |          |         |                 | Besançon |
| 27 avril 1969 |          |         |                 | Besançon |

| 15 juin 1969 | Roumanie | 40 – 11 (16 - 8) | Pologne | Bucarest 3,000 spectateurs Arbitre : Ch. Durand |
| 15 juin 1969 |          |                  |         | Bucarest 3,000 spectateurs Arbitre : Ch. Durand |
| 15 juin 1969 |          |                  |         | Bucarest 3,000 spectateurs Arbitre : Ch. Durand |

| 25 août 1969 | Tchécoslovaquie | 25 – 8 | Pologne | Havířov |
| 25 août 1969 |                 |        |         | Havířov |
| 25 août 1969 |                 |        |         | Havířov |

| 26 octobre 1969 | Allemagne | 11 – 18 | Tchécoslovaquie | Hambourg |
| 26 octobre 1969 |           |         |                 | Hambourg |
| 26 octobre 1969 |           |         |                 | Hambourg |

| 9 novembre 1969 | Allemagne | 3 – 6 (0 - 3) | Roumanie | Dusseldorf Arbitre : K. Colle |
| 9 novembre 1969 |           |               |          | Dusseldorf Arbitre : K. Colle |
| 9 novembre 1969 |           |               |          | Dusseldorf Arbitre : K. Colle |

| 9 novembre 1969 | Pologne | 0 – 0 | Allemagne | ? |
| 9 novembre 1969 |         |       |           | ? |
| 9 novembre 1969 |         |       |           | ? |

| 1969 | Pologne | 0 – 67 | France B | Varsovie |
| 1969 |         |        |          | Varsovie |
| 1969 |         |        |          | Varsovie |

## Division B

### Poule 1

#### Classement
| Rang | Pays     | J | V | N | D | Pm | Pe | Diff | Pts |
| ---- | -------- | - | - | - | - | -- | -- | ---- | --- |
| 1    | Espagne  | 2 | 2 | 0 | 0 | 39 | 3  | +36  | 6   |
| 2    | Maroc    | 2 | 1 | 0 | 1 | 25 | 28 | -3   | 4   |
| 3    | Portugal | 2 | 0 | 0 | 2 | 6  | 39 | -33  | 2   |

#### Matchs joués
| 23 mars 1969 | Portugal | 11 – 15 | Espagne | Barreiro |
| 23 mars 1969 |          |         |         | Barreiro |
| 23 mars 1969 |          |         |         | Barreiro |

| 13 avril 1969 | Espagne | 18 – 0 | Maroc | Madrid |
| 13 avril 1969 |         |        |       | Madrid |
| 13 avril 1969 |         |        |       | Madrid |

| 20 avril 1969 | Maroc | 15 – 6 | Portugal | Casablanca |
| 20 avril 1969 |       |        |          | Casablanca |
| 20 avril 1969 |       |        |          | Casablanca |

### Poule 2

#### Classement
| Rang | Pays        | J | V | N | D | Pm | Pe | Diff | Pts |
| ---- | ----------- | - | - | - | - | -- | -- | ---- | --- |
| 1    | Italie      | 2 | 2 | 0 | 0 | 33 | 11 | +22  | 6   |
| 2    | Yougoslavie | 2 | 1 | 0 | 1 | 26 | 21 | +5   | 4   |
| 3    | Bulgarie    | 2 | 0 | 0 | 2 | 6  | 33 | -27  | 2   |

#### Matchs joués
| 29 décembre 1968 | Italie                             | 22 – 3 (3 - 3) | Yougoslavie  | San Donà di Piave Arbitre : Genet |
| 29 décembre 1968 | Essai(s) : 6 Transformation(s) : 2 |                | Essai(s) : 1 | San Donà di Piave Arbitre : Genet |
| 29 décembre 1968 |                                    |                |              | San Donà di Piave Arbitre : Genet |

| 2 mars 1969 | Bulgarie | 0 – 17 (0 - 12)                                    | Italie | Sofia Arbitre : Skvor |
| 2 mars 1969 |          | Essai(s) : 4 Transformation(s) : 1 Pénalité(s) : 1 |        | Sofia Arbitre : Skvor |
| 2 mars 1969 |          |                                                    |        | Sofia Arbitre : Skvor |

| 1er mai 1969 | Yougoslavie | 22 – 6 | Bulgarie | Pančevo |
| 1er mai 1969 |             |        |          | Pančevo |
| 1er mai 1969 |             |        |          | Pančevo |

### Poule 3

#### Classement
| Rang | Pays     | J | V | N | D | Pm | Pe | Diff | Pts |
| ---- | -------- | - | - | - | - | -- | -- | ---- | --- |
| 1    | Belgique | 1 | 1 | 0 | 0 | 9  | 5  | +4   | 3   |
| 2    | Pays-Bas | 1 | 0 | 0 | 1 | 5  | 9  | -4   | 1   |

#### Match joué
| 30 mars 1969 | Belgique | 9 – 6 | Pays-Bas | Nivelles |
| 30 mars 1969 |          |       |          | Nivelles |
| 30 mars 1969 |          |       |          | Nivelles |

### Poule finale

#### Classement
| Rang | Pays     | J | V | N | D | Pm | Pe | Diff | Pts |
| ---- | -------- | - | - | - | - | -- | -- | ---- | --- |
| 1    | Italie   | 2 | 2 | 0 | 0 | 42 | 5  | +37  | 6   |
| 2    | Espagne  | 2 | 1 | 0 | 1 | 46 | 15 | +31  | 4   |
| 3    | Belgique | 2 | 0 | 0 | 2 | 3  | 71 | -68  | 2   |

#### Matchs joués
| 4 mai 1969 | Italie                                   | 12 – 5 | Espagne                            | L'Aquila Arbitre : Cuny |
| 4 mai 1969 | Essai(s) : 1 Pénalité(s) : 1 Drop(s) : 2 |        | Essai(s) : 1 Transformation(s) : 1 | L'Aquila Arbitre : Cuny |
| 4 mai 1969 |                                          |        |                                    | L'Aquila Arbitre : Cuny |

| 10 mai 1969 | Belgique | 0 – 30                       | Italie | Bruxelles Arbitre : Austry |
| 10 mai 1969 |          | Essai(s) : 8 Pénalité(s) : 2 |        | Bruxelles Arbitre : Austry |
| 10 mai 1969 |          |                              |        | Bruxelles Arbitre : Austry |

| 17 mai 1969 | Espagne | 41 – 3 | Belgique | Madrid |
| 17 mai 1969 |         |        |          | Madrid |
| 17 mai 1969 |         |        |          | Madrid |